# Shabeellaha Hoose
Shabeellaha Hoose ou Šabēllaha Hōse (Baixo Shabelle) é uma região administrativa (gobol) da Somália, sua capital é a cidade de Merca.
A região tem sido afetada por seca e pela presença do grupo al-Shabaab, o que levou a dificuldades na agricultura, problemas de acesso a ajuda humanitária e, em 2011, à declaração de uma zona de fome pelas Nações Unidas. 
Em 7 de novembro de 2014, o estado federal autônomo do Sudoeste da Somália foi oficialmente proclamado, com capital na cidade de Barawe; uma constituição regional também foi aprovada. O novo estado que inclui a província de Baixo Shabelle e duas outras províncias. 

## Distritos
Shabeellaha Hoose está dividida em 8 distritos:
- Afgoi
- Barawa
- Janale
- Kurtunwarey
- Merca (Capital)
- Qoriyoley
- Sablale
- Walaweyn